# 愛德華·努南 (建築師)

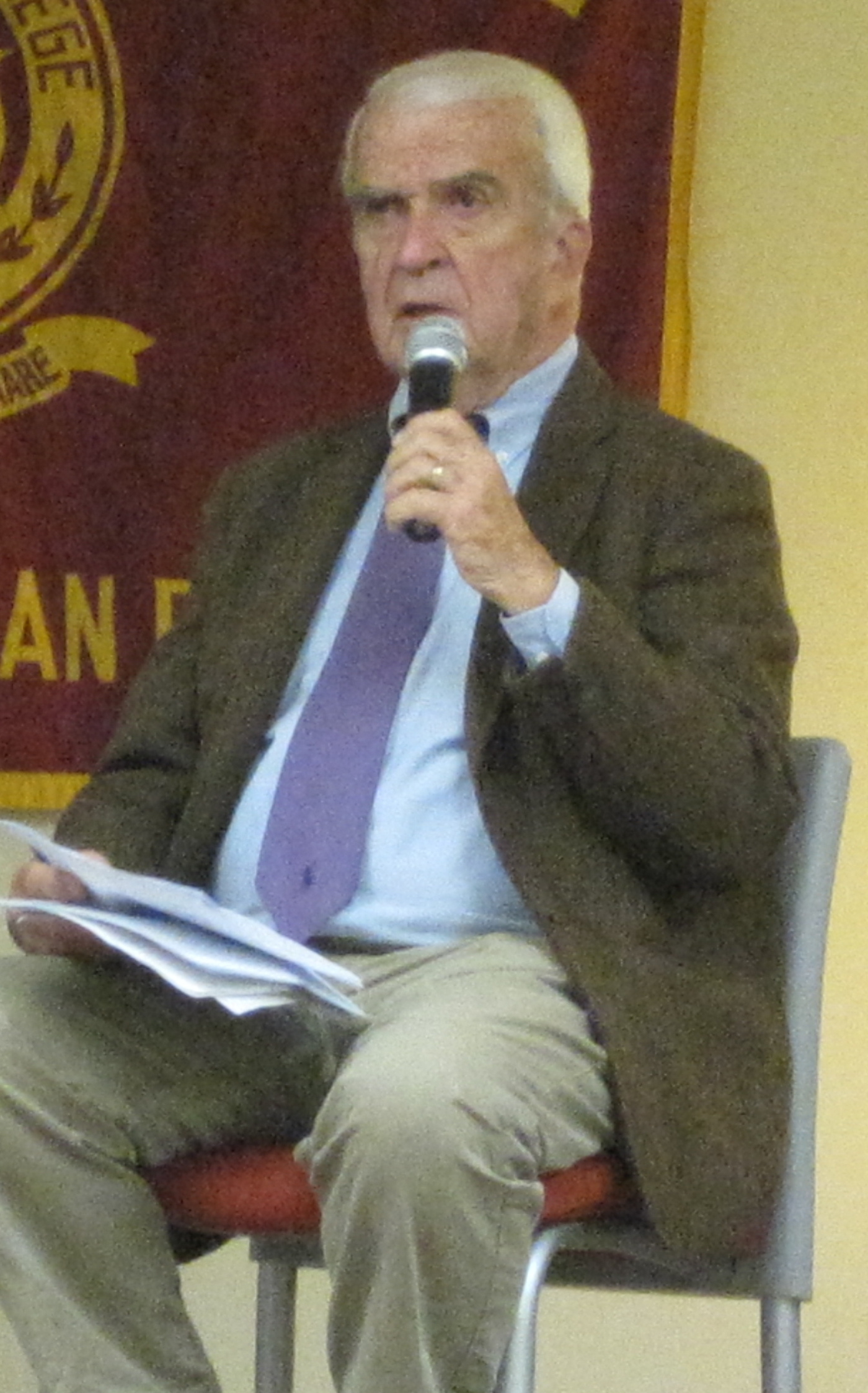
愛德華·努南在夏默學院的演說。

愛德華·約瑟夫·努南（英語： Edward Joseph Noonan，1930年5月20日—）是一位在芝加哥發跡的建築師與地產開發商，也是夏默學院的臨時代理院長。他是芝加哥規劃師與建築師協會的董事長，也是密歇根城附近體驗農莊開發區的首席建築師。
努南自1990年代才與夏默學院有了接觸，2000年成為名譽董事。隨後，托馬斯·K·林賽從夏默學院院長的職位上被解任後，他受提名為臨時院長，於2010年4月20日生效。

## 外部連結
- 官方網站
- Shimer College press release announcing Noonan's appointment as interim president